# 川汇区
川汇区是中华人民共和国河南省周口市下辖的市辖区。面积141平方公里，总人口约70万。区人民政府驻老街。

## 行政区划
川汇区下辖12个街道办事处、2个乡：
陈州回族街道、七一路街道、荷花街道、人和街道、小桥街道、城南街道、城北街道、文昌街道、搬口街道、金海路街道、太昊路街道、淮河路街道、李埠口街道和许湾街道。

## 人口
根據第七次全國人口普查結果，截至2020年11月1日零時，川匯區常住人口698341人。